# Thysanopyga maresa
Thysanopyga maresa là một loài bướm đêm trong họ Geometridae.